# Аруметса
А́руметса (ест. Arumetsa küla) — село в Естонії, у волості Гяедемеесте повіту Пярнумаа.

## Населення
Чисельність населення на 31 грудня 2011 року становила 87 осіб.

## Географія
Село межує зі східною околицею селища Гяедемеесте, волосного центру.
Через Аруметса проходить автошлях 4 (Таллінн — Пярну — Ікла), естонська частина європейського маршруту E67.